# 미아이역
미아이역(일본어: 美合駅)은 일본 아이치현 오카자키시에 위치한 나고야 철도 나고야 본선의 철도역이다. 역 번호는 NH 11이며, 섬식 승강장 2면 4선의 구조를 갖춘 지상역이다.

## 타는 곳
| 1 | ■ 나고야 본선 | 하행 | 히가시오카자키 · 나고야 · 메이테쓰기후 · 이누야마 방면 | 대피선 |
| 2 | ■ 나고야 본선 | 하행 | 히가시오카자키 · 나고야 · 메이테쓰기후 · 이누야마 방면 | 본선   |
| 3 | ■ 나고야 본선 | 상행 | 도요하시 · 도요카와이나리 방면                         | 본선   |
| 4 | ■ 나고야 본선 | 상행 | 도요하시 · 도요카와이나리 방면                         | 대피선 |

## 이용 현황
- 2013년 : 7,536명

## 역 주변
- 아이치 현립 농업 대학
- 아이치 현 청년의 집
- 미아이 병원

## 인접 역
| 나고야 철도 나고야 본선      | 나고야 철도 나고야 본선 | 나고야 철도 나고야 본선                |
| ---------------------------- | ----------------------- | -------------------------------------- |
| NH 08 모토주쿠 도요하시 방면 | □ 쾌속 특급 · ■ 특급    | 히가시오카자키 NH 13 메이테쓰기후 방면 |
| NH 08 모토주쿠 도요하시 방면 | ■ 급행                  | 히가시오카자키 NH 13 메이테쓰기후 방면 |
| NH 10 후지카와 도요하시 방면 | ■ 준특급 · ■ 보통       | 오토가와 NH 12 메이테쓰기후 방면       |